# Domenico Alaleona
Domenico Alaleona (* 16. November 1881 in Montegiorgio; † 28. Dezember 1928 ebenda) war ein italienischer Komponist und Musikwissenschaftler.

## Leben und Werk
Alaleona hatte am Liceo di Santa Cecilia in Rom bei Cesare De Sanctis und Remigio Renzi studiert. Er promovierte 1907 mit einer musikgeschichtlichen Arbeit an der Universität Rom.
Nach Abschluss seiner Studien wirkte er zunächst als Dirigent. 1907 wurde er Lehrer an dem von Pietro Mascagni geleiteten Konservatorium in Rom. Ab 1912 arbeitete er als Lehrer am bereits genannten Liceo di Santa Cecilia.
Von seinen Kompositionen sind die Oper Mirra (1920), mehrere Chorwerke (unter anderem das Requiem pro defuncto rege) und mehrere Liederzyklen (Melodia Pascoliane, Canti di Maggio) hervorzuheben. Seine bedeutendste Schrift sind die Studi su la Storia dell'oratorio musicale in Italia (Turin, 1908). Alaleona veröffentlichte zahlreiche weitere musikgeschichtliche und ästhetische Studien.